# کیلیچ‌کایا (جیحان)
کیلیچ‌کایا (به ترکی استانبولی: Kılıçkaya) یک منطقهٔ مسکونی در ترکیه است که در جیحان واقع شده‌است.